# Unionville, North Carolina
Unionville är en ort i Union County i delstaten North Carolina, USA.